# Almira
Almira (pełny tytuł: Der in Kronen erlangte Glückswechsel, oder: Almira Königin von Kastilien) – opera w trzech aktach Georga Friedricha Händla do libretta Friedricha Christiana Feustkinga według Giulio Pancieri (HWV 1, ChA 55, HHA II/1.)

## Opis
Almira jest pierwszą operą, którą skomponował Georg Friedrich Händel. Została wystawiona w Theather am Gänsemarkt w Hamburgu 8 stycznia 1705 roku. W przeciwieństwie do późniejszych oper kompozytora, inspirowanych doświadczeniami wyniesionymi z wizyty we Włoszech (1705–1707) zawierała muzykę typową dla niemieckiego Baroku.

## Obsada
Soliści:
- 3 soprany (Almira, Edilia, Bellante),
- 3 tenory (Osman, Fernando, Tabarco),
- 2 basy (Raymondo, Consalvo),

Chór: S., A., T., B.
Instrumenty:
- Flet I, II,
- Obój I, II,
- Fagot,
- Clarino I, II,
- Principale,
- Kotły,
- Skrzypce I, II, III,
- Viola da braccio solo,
- Wiola,
- Wiolonczela,
- Continuo.